# ماهازوآریوو (فیارانتسوآ II)
ماهازوآریوو (به لاتین: Mahazoarivo) یک منطقهٔ مسکونی در ماداگاسکار است که در ناحیه آمبوهیماهاسوآ واقع شده‌است. ماهازوآریوو ۱۲٬۰۰۰ نفر جمعیت دارد و ۱٬۲۷۴ متر بالاتر از سطح دریا واقع شده‌است.